# Liste der Gouverneure der gambischen Regionen
Die Liste der Gouverneure der gambischen Regionen listet die aktuellen Gouverneure der sechs Regionen des westafrikanischen Staates Gambia (5 Regionen im engeren Sinne und der Greater Banjul Area mit der City of Banjul und Kanifing Municipal).

## Geschichte
Bis 1944 lautete der Titel für den ranghöchsten lokalen Regierungsbeamten Travelling Commissioner (seltener Provincial Commissioner). Am 21. Januar 1893 Ernennung des ersten Travelling Commissioner. Das Protektorat hatte ursprünglich zwei Divisionen, North Bank und South Bank so gab es zwei Travelling Commissionere. Ab 1935 wurde das Protektorat in fünf Divisionen (Kombo Saint Mary, MacCarthy Insel, Nordufer, Südufer und Oberfluss) unterteilt. Bis 1959 waren die Travelling Commissioner zum Senior Commissioner in Bathurst untergeordnet. 1944 wurde der Name des Titels auf Divisional Commissioner (DC) geändert.
In der Kolonialzeit Gambias war ein DC verantwortlich für die Überwachung der Aktivitäten der lokalen Seyfolu und Alkalolu, sowie die Umsetzung der britischen Regierungspolitik im Protektorat (→ indirect rule). Die DCs führten den Vorsitz in den Area Councils, die in den Divisionen 1961/62 geschaffen wurden. Weiter dienten die DC als registration officers bei den Wahlen zu dem Repräsentantenhaus.
Nach der Unabhängigkeit Gambias waren DCs weiterhin im Auftrag der zentralen Regierung tätig. Im Jahr 2006 wurde der Titel auf Gouverneur geändert.

## Gouverneure der Regionen

### Amtierende Gouverneure
| Region        | Amtsantritt          | Amtsinhaber          | Liste                                          |
| ------------- | -------------------- | -------------------- | ---------------------------------------------- |
| Central River | ab 1. März 2019      | Sheriff Abba Sanyang | Liste der Gouverneure der Central River Region |
| Lower River   | ab Juli 2022         | Seedy Lamin Bah      | Liste der Gouverneure der Lower River Region   |
| North Bank    | ab August 2020       | Lamin Saidykhan      | Liste der Gouverneure der North Bank Region    |
| Upper River   | ab 1. September 2020 | Samba Bah            | Liste der Gouverneure der Upper River Region   |
| West Coast    | ab 8. Januar 2018    | Bakary Sanyang       | Liste der Gouverneure der West Coast Region    |

## Travelling Commissioners

### Travelling Commissioners des Nordufers des Gambia-Flusses (North Bank)
| Zeitraum               | Amtsinhaber                          | Anmerkung   |
| ---------------------- | ------------------------------------ | ----------- |
| 1893–1902              | John Henry Ozanne (1850–1902)        |             |
| 1902–1920              | Howard Lloyd Pryce (1871–1932)       |             |
| um 1920 bis nach 1928  | Emilius Hopkinson (1896–1951)        | 1. Amtszeit |
| vor 1930 bis nach 1931 | Roderic William Macklin              | 1. Amtszeit |
| um 1932                | A. R. Clark                          |             |
| um 1933                | Emilius Hopkinson (1896–1951)        | 2. Amtszeit |
| um 1934                | Roderic William Macklin              | 2. Amtszeit |
| um 1935                | Kenneth Cecil Tours (1908–1987)      |             |
| um 1936 bis um 1939    | A. J. Knott                          |             |
| um 1940 bis um 1941    | Frederick Anthony Evans (1907–1999)  |             |
| um 1941 bis um 1942    | George Lorimer                       |             |
| um 1944                | Nicholas Master Assheton (1905–1994) |             |

### Travelling Commissioners des Südufers des Gambia-Flusses (South Bank)
| Zeitraum              | Amtsinhaber                             | Anmerkung   |
| --------------------- | --------------------------------------- | ----------- |
| 1893–1895             | Cecil Frederick Sitwell (1860–1900)     |             |
| um 1895 bis um 1896   | A. A. Hammill                           |             |
| 1896–1897             | Percy Errington Wainewright (1865–1901) |             |
| 1897 bis um 1899      | Howard Lloyd Pryce (1871–1932)          |             |
| 1899–1900             | Frederic Edgar Silva (1872–1900)        |             |
| um 1903               | A. K. Withers                           |             |
| um 1904 bis um 1905   | William Blakeney Stanley (1878–1935)    |             |
| 1905–1911             | Hugh Francis Sproston                   |             |
| um 1911 bis um 1920   | Emilius Hopkinson (1896–1951)           |             |
| um 1921 bis um 1924   | Roderic William Macklin                 | 1. Amtszeit |
| um 1924 bis um 1925   | L. A. W. Brooks                         |             |
| um 1925 1929          | Roderic William Macklin                 | 1. Amtszeit |
| um 1929 bis um 1932   | Ernest Benjamin Leese (1877–1951)       |             |
| um 1932 bis um 1933   | Harris Rendell Oke (1891–1940)          |             |
| um 1933 bis um 1936   | Ronald Henry Gretton (1907–1975)        |             |
| 1936 bis um 1937      | Ronald Graham Syme (* 1906)             |             |
| um 1937 bis nach 1939 | R. G. Biddulph                          |             |
| um 1942 bis um 1944   | Wilson Plant                            |             |

### Travelling Commissioners der MacCarthy Island Division
| Zeitraum | Amtsinhaber                          | Anmerkung |
| -------- | ------------------------------------ | --------- |
| um 1935  | A. J. Knott                          |           |
| um 1936  | Nicholas Master Assheton (1905–1994) |           |

### Travelling Commissioners des Oberfusses des Gambia-Flusses (Upper River)
| Zeitraum            | Amtsinhaber                       | Anmerkung |
| ------------------- | --------------------------------- | --------- |
| um 1922 bis um 1925 | George Edward Wannell (1882–1933) |           |
| um 1926 bis um 1935 | P. Jeffs                          |           |

### Hochrangige Kommissare (Senior Commissioners) in Bathurst
| Zeitraum      | Amtsinhaber                              | Anmerkung |
| ------------- | ---------------------------------------- | --------- |
| 1912–1920     | Howard Lloyd Pryce (1871–1932)           |           |
|               |                                          |           |
| 1944–1950     | Neil Archibald Campbell Weir (1895–1967) |           |
| 1950–1956     | Gerald Humphrey Smith (* 1911)           |           |
| 1956 bis 1959 | Kenneth John Frazer (1914–2012)          |           |
| bis 1959      | M. H. Orde                               |           |

### Greater Banjul Area
In der Greater Banjul Area wird kein Gouverneur ernannt, sondern dort werden Bürgermeister gewählt:
Banjul
- Amtierende Lord Mayoress of Banjul: Rohey Malick Lowe ab 22. Mai 2018[5]

Kanifing Municipal
- Amtierender Lord Mayor of Kanifing Municipal: Talib Ahmed Bensouda ab Mai 2018